# Viktoriánské Alpy
Viktoriánské Alpy (anglicky Victorian Alps) je pojmenování pro jižní část Australských Alp. Viktoriánské Alpy leží na jihovýchodě Austrálie, ve státě Victoria, jižně od Sněžných hor. Jsou součástí Velkého předělového pohoří. Nejvyšší horou Viktoriánských Alp je Mount Bogong (1 986 m).

## Geografie
Rozloha Viktoriánských Alp je 5 199 km².
K dalším nejvyšším vrcholům pohoří náleží Mount Feathertop (1 922 m) a Mount Nelse West (1 893 m).